# Тейбор-Сіті (Північна Кароліна)
Тейбор-Сіті (англ. Tabor City) — місто (англ. town) в США, в окрузі Колумбус штату Північна Кароліна. Населення — 3781 особа (2020).

## Географія
Тейбор-Сіті розташований за координатами 34°9′9″ пн. ш. 78°52′20″ зх. д. / 34.15250° пн. ш. 78.87222° зх. д. (34.152478, -78.872131).  За даними Бюро перепису населення США в 2010 році місто мало площу 8,22 км², уся площа — суходіл. В 2017 році площа становила 8,64 км², з яких 8,63 км² — суходіл та 0,01 км² — водойми.

## Демографія
Згідно з переписом 2010 року, у місті мешкало 2511 осіб у 1095 домогосподарствах у складі 627 родин. Густота населення становила 305 осіб/км².  Було 1239 помешкань (151/км²).
Расовий склад населення:
| - 59,2 % — білих - 36,2 % — чорних або афроамериканців - 1,1 % — корінних американців - 0,2 % — азіатів - 1,5 % — осіб інших рас |

До двох чи більше рас належало 1,8 %. Частка іспаномовних становила 2,3 % від усіх жителів.
За віковим діапазоном населення розподілялося таким чином: 21,6 % — особи молодші 18 років, 59,0 % — особи у віці 18—64 років, 19,4 % — особи у віці 65 років та старші. Медіана віку мешканця становила 44,0 року. На 100 осіб жіночої статі у місті припадало 84,6 чоловіків;  на 100 жінок у віці від 18 років та старших — 78,3 чоловіків також старших 18 років.
Середній дохід на одне домашнє господарство  становив 38 556 доларів США (медіана — 18 647), а середній дохід на одну сім'ю — 55 250 доларів (медіана — 26 543). Медіана доходів становила 28 250 доларів для чоловіків та 27 431 долар для жінок. За межею бідності перебувало 45,1 % осіб, у тому числі 67,6 % дітей у віці до 18 років та 28,5 % осіб у віці 65 років та старших.
Цивільне працевлаштоване населення становило 818 осіб. Основні галузі зайнятості: освіта, охорона здоров'я та соціальна допомога — 23,5 %, роздрібна торгівля — 19,6 %, мистецтво, розваги та відпочинок — 12,1 %, науковці, спеціалісти, менеджери — 10,1 %.